# Ga Cheongdam
Ga Cheongdam (Tiếng Hàn: 청담역, Hanja: 淸潭驛) là ga tàu điện ngầm trên Tàu điện ngầm Seoul tuyến 7 ở Cheongdam-dong, Gangnam-gu, Seoul.

## Lịch sử
- 1 tháng 8 năm 2000: Hoạt động kinh doanh bắt đầu với việc khai trương đoạn giữa Ga Đại học Konkuk ~ Ga Sinpung trên Tàu điện ngầm Seoul tuyến 7.
- 1 tháng 8 năm 2016: Tên ga đổi thành Ga Cheongdam (Sàn giao dịch vàng Hàn Quốc) (tạm thời)

## Bố trí ga
| Jayang ↑                |
| S/B Giữa \| Giữa N/B \| |
| ↓ Văn phòng Gangnam-gu  |

| Hướng Nam      | ● Tuyến 7 | ← Hướng đi Jangam                                                                    |
| Đường ray giữa | ● Tuyến 7 | → Các chuyến tàu bắt đầu·kết thúc tại ga Cheongdam (đối với trường hợp nghỉ qua đêm) |
| Hướng Bắc      | ● Tuyến 7 | → Hướng đi Seongnam →                                                                |

## Xung quanh nhà ga
- Lối ra 1,2,3,12,13,14

| Lối ra \| 나가는 곳 \| Exit \| 出口 | Lối ra \| 나가는 곳 \| Exit \| 出口                                                                  |
| ----------------------------------- | --- |
| 1                                   | Trường tiểu học Bongeun Seoul Trường trung học Bongeun Viện dịch thuật văn học Hàn Quốc Cheonggu APT |
| 2                                   | Cổng chính trường trung học Gyeonggi Bongeunsa Yeongdong-daero (Hướng đi COEX)                       |
| 3                                   | Samseong 1-dong                                                                                      |
| 12                                  | Trung tâm đào tạo thanh niên Gangnam Khu Cheongdam                                                   |
| 13                                  | Yeongdong-daero (Hướng đi cầu Yeongdong)                                                             |
| 14                                  | Cầu YeongdongCheongdam-dong Samik APT Cheongdam Xi APT Bệnh viện chỉnh hình Jeil                     |

- Lối ra 4,5,6,7,8,9,10,11

| Lối ra \| 나가는 곳 \| Exit \| 出口 | Lối ra \| 나가는 곳 \| Exit \| 出口 |
| ----------------------------------- | --- |
| 4                                   | Jinheung-gil Jinheung APT (Tòa nhà 1, 2, 3) |
| 5                                   | Sudosan-gil |
| 6                                   | Cổng sau trường trung học Gyeonggi Tổng công ty quản lý đô thị Gangnam-gu Trường Jeongae Seoul Trung tâm phúc lợi người cao tuổi Gangnam Quỹ văn hóa Gangnam |
| 7                                   | Văn phòng Gangnam-gu Trung tâm dịch vụ cộng đồng Samsung 2-dong Tổ hợp Samsung Hillstate 1·2 APT Samsung Raemian La Class                                    |
| 8                                   | Văn phòng thuế Gangnam Trung tâm học tập suốt đời Cheongdam Trung tâm cảnh sát Cheongdam                                                                     |
| 9                                   | Trung tâm Dịch vụ Cộng đồng Cheongdam-dong |
| 10                                  | Cheongdam-dong |
| 11                                  | Công viên Cheongdam Hyundai APT Jinheung APT (Tòa nhà 5, 6, 7, 8)                                                                                            |